# Plazac
Plazac település Franciaországban, Dordogne megyében. Lakosainak száma 710 fő (2022. január 1.). Plazac Bars, Fanlac, Fleurac, Saint-Léon-sur-Vézère és Rouffignac-Saint-Cernin-de-Reilhac községekkel határos.

## Népesség
A település népességének változása:
| Lakosok száma | 424  | 502  | 543  | 686  | 687  | 695  | 691  | 688  | 696  | 710  |
|               | 1968 | 1982 | 1990 | 2006 | 2013 | 2015 | 2017 | 2019 | 2020 | 2022 |